# Histoire des ordinateurs personnels
 (décembre 2017).
 (décembre 2017).
Les informations dans cet article sont mal organisées, redondantes, ou il existe des sections bien trop longues. Structurez-le ou soumettez des propositions en page de discussion.
Avec le temps, il arrive que le contenu présent dans un article devienne désordonné. Il est souvent nécessaire de réorganiser l'article de fond en comble.
- Il faut tout d’abord répartir le contenu de l'article en plusieurs sections. Les informations doivent ensuite être exposées clairement et le plus synthétiquement possible, regroupées par sujet afin d'éviter les doublons. Quelqu'un cherchant une information précise doit pouvoir la trouver rapidement en lisant la section appropriée.
- À l'intérieur de chaque section, le texte, souvent initialement sous la forme de phrases éparses, doit être regroupé dans des paragraphes de quelques lignes, en assurant un enchaînement logique et une cohérence entre les phrases.
- Lorsque l'article ou l'une de ses sections développe trop longuement un point qui n'est pas dans le cœur du sujet traité, il convient de faire une synthèse et de transférer l'ancien contenu dans des articles plus appropriés (en cas de transfert, il faut impérativement respecter la procédure Aide:Scission).

Si vous pensez que ces points ont été résolus, vous pouvez retirer ce bandeau et améliorer le plan d'un autre article.
L'histoire de l'ordinateur personnel remonte à l'introduction des calculatrices programmables comme la Programma 101 et le HP-9100A. Un ordinateur personnel est destiné avant tout à un usage individuel, par opposition à un ordinateur central où les demandes de l'utilisateur final sont filtrées par l'organisation du service et le système d'exploitation, ou un partage du temps système dans lequel un processeur est partagé entre de nombreuses personnes. Après le développement du microprocesseur, les ordinateurs personnels individuels sont devenus assez peu coûteux pour qu'ils deviennent finalement des biens de consommation abordables. Les premiers ordinateurs personnels, généralement appelés « micro-ordinateurs », étaient souvent vendus sous forme de kits et présentaient un intérêt surtout pour les amateurs et les techniciens.

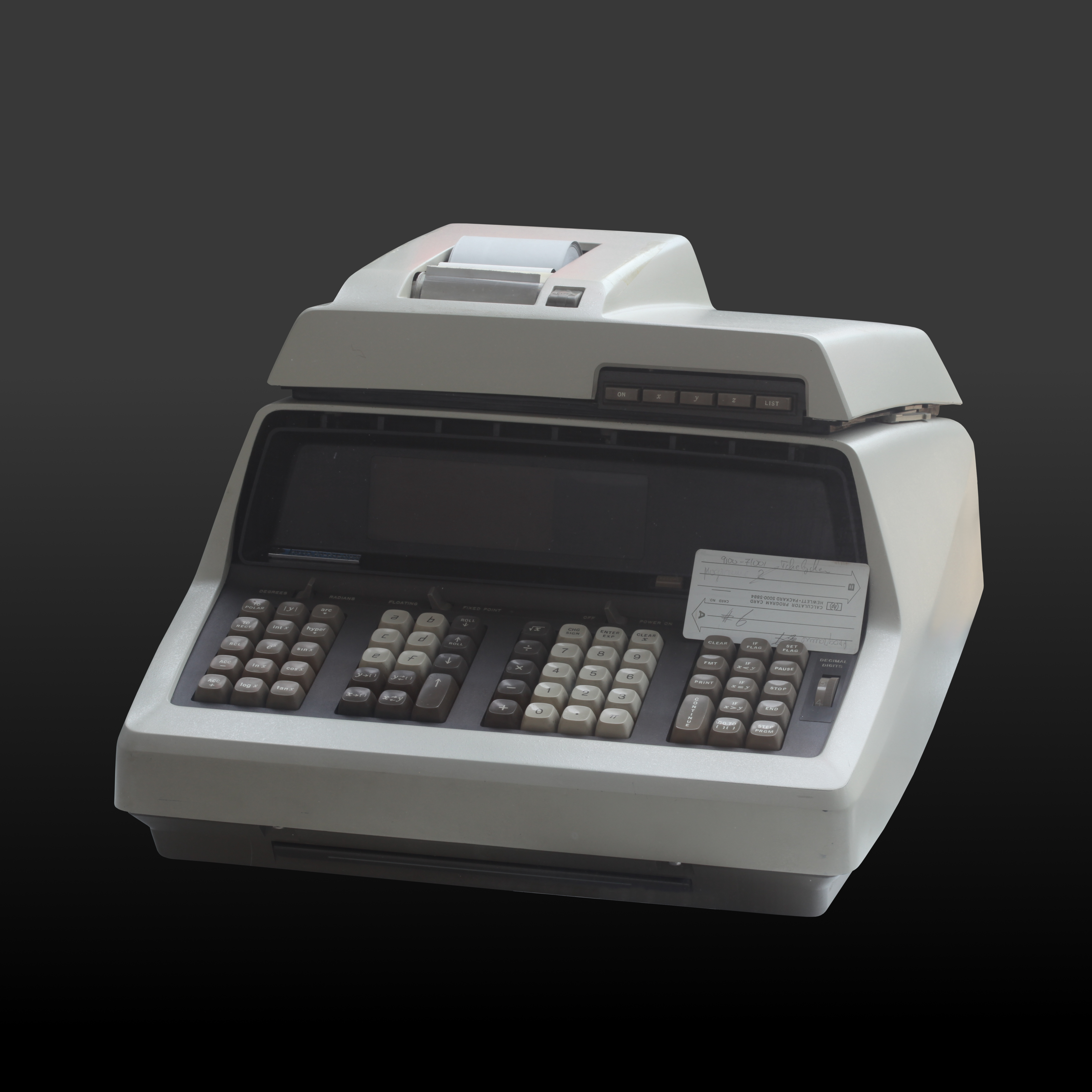
HP-9100A, calculatrice programmable de bureau, en 1968.

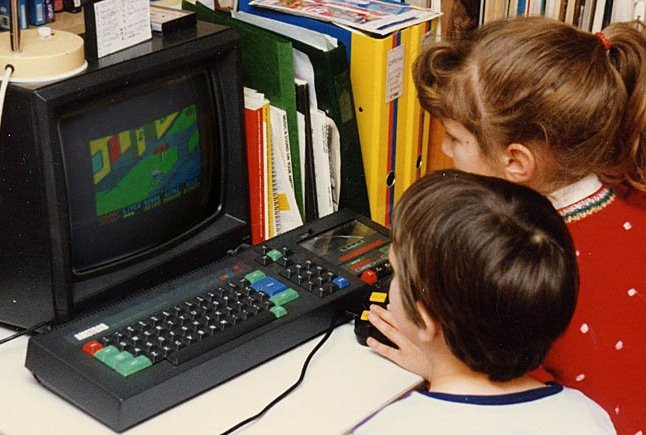
Enfants jouant avec un Amstrad CPC 464 vers 1990.

## Étymologie
Le terme « ordinateur personnel » est utilisé pour la première fois dans un article du New York Times daté du 3 novembre 1962 rapportant la vision de John William Mauchly sur l'avenir de l'informatique comme présenté lors d'une réunion de l'Institute of Industrial Engineers (en). Mauchly a déclaré : « Il n'y a aucune raison de supposer qu'un garçon ou une fille ordinaire ne puisse être maître d'un ordinateur personnel ».
Au milieu des années 1970, l'expression a acquis suffisamment de notoriété pour que le magazine Byte fasse référence à ses lecteurs dans sa première édition « au domaine de l'informatique personnelle » et Creative Computing définit l'ordinateur personnel comme un « système contenant des capacités de puissance et de stockage de traitement suffisante pour satisfaire les besoins d'un utilisateur individuel ». En 1977, trois nouveaux modèles d'ordinateurs pré-assemblés inondent le marché et Byte se réfère à la « 1977 Trinity » de l'informatique personnelle : l'Apple II et le PET 2001 sont présentés comme les ordinateurs personnels, tandis que le TRS-80 est décrit comme un micro-ordinateur utilisable pour les tâches ménagères, y compris la « gestion financière personnelle ». En 1979, plus d'un demi-million de micro-ordinateurs ont été vendus et les adolescents sont devenus une nouvelle clientèle pour ces machines.

## Vue d'ensemble
L'ordinateur personnel, comme les appareils électroniques grand-public, a décollé en 1977 avec l'introduction des micro-ordinateurs, bien que certains ordinateurs centraux et mini-ordinateurs avaient été utilisés en tant que systèmes mono-utilisateur auparavant. Un ordinateur personnel est destiné à un usage individuel, par opposition à un ordinateur central où les demandes de l'utilisateur final sont filtrées par le personnel d'exploitation, ou d'un système de partage de temps dans lequel un grand processeur est partagé par de nombreuses personnes. Après le développement du microprocesseur, des ordinateurs personnels individuels étaient assez peu coûteux qu'ils sont finalement devenus des biens de consommation abordables. Les premiers ordinateurs personnels, généralement appelés « microcomputers », ont été vendus souvent sous forme de kit électronique et en nombre limité, et étaient d'un intérêt surtout pour les amateurs et les techniciens.

### Mainframes, mini-ordinateurs et micro-ordinateurs
Les terminaux informatiques ont été utilisés pour le partage d'accès aux ordinateurs centraux. À la fin des années 1960 des ordinateurs personnels à vocation professionnelle font leur apparition, avant l'introduction du microprocesseur au début des années 1970.
Jusqu'alors, les ordinateurs étaient généralement de grands systèmes coûteux appartenant à de grandes entreprises, les universités, les organismes gouvernementaux et les institutions de taille similaire. Les utilisateurs finaux généralement ne dialoguaient pas directement avec la machine, mais préparaient des tâches pour l'ordinateur à l'aide de cartes. Un certain nombre de missions pour l'ordinateur étaient traitées en mode batch (traitement par lots). Une fois le travail terminé, les utilisateurs pouvaient collecter les résultats. Dans certains cas, il pouvait s'écouler des heures voire des jours entre l'envoi de données au centre de calcul et la récupération des résultats.
Une forme plus interactive de l'utilisation de l'ordinateur est l'utilisation d'un système de temps partagé, des terminaux informatiques multiples permettent à de nombreuses personnes de partager l'utilisation d'un ordinateur central. C'était commun dans les applications d'entreprise et dans les milieux scientifiques ou d'ingénierie.
Une autre vision de l'informatique fut celle où un utilisateur a l'usage exclusif d'un processeur. Dans des endroits tels que le MIT, les étudiants ont accès aux premiers ordinateurs expérimentaux avec des applications qui seraient aujourd'hui typiques d'un ordinateur personnel; par exemple, le dessin assisté par ordinateur. Certains des premiers ordinateurs qui pourraient être appelés « personnels » ont été les premiers mini-ordinateurs tels comme LINC et PDP-8, et plus tard sur VAX et les grands miniordinateurs de Digital Equipment Corporation (DEC), Data General, Prime Computer, et d'autres. Par rapport aux normes d'aujourd'hui, ils étaient très grands (environ la taille d'un réfrigérateur) et un coût prohibitif (typiquement des dizaines de milliers de dollars US). Cependant, ils étaient beaucoup plus petits, moins coûteux, et généralement plus simples à utiliser que la plupart des ordinateurs centraux de l'époque. Par conséquent, ils étaient accessibles pour les laboratoires individuels et des projets de recherche. Les mini-ordinateurs ont largement libérés ces organisations du traitement par lots et de la bureaucratie d'un centre informatique commercial ou universitaire.
En outre, les mini-ordinateurs étaient relativement interactifs et bientôt avaient leurs propres systèmes d'exploitation. Le mini - ordinateur Xerox Alto (1973) a été une étape décisive dans le développement des ordinateurs personnels en raison de son interface utilisateur graphique, bit mappé écran haute résolution, grande mémoire de stockage interne et externe, la souris, et un logiciel spécial.
En 1945, Vannevar Bush a publié un essai intitulé As We May Think dans lequel il a décrit une solution possible au problème croissant de stockage de l'information et de la récupération. En 1968, le chercheur de SRI Douglas Engelbart a donné ce qui a été appelé plus tard « The Mother of All Demos » (« la mère de toutes les démos »), dans laquelle il a offert un aperçu des choses qui sont devenues les agrafes de la vie quotidienne de travail au 21e siècle : e-mail, hypertexte, traitement de texte, vidéo conférence et la souris. La démo a été l'aboutissement de la recherche dans Engelbart Augmentation Centre de recherche du laboratoire, qui concentre sur l'application de la technologie informatique pour faciliter la pensée humaine créative.

### Le microprocesseur et la réduction des coûts
Les ancêtres de l'ordinateur personnel moderne utilisaient au début la technologie des circuits intégrés (puce électronique) l, ce qui a réduit la taille et le coût, mais ils ne contenait pas de microprocesseur. Cela signifiait qu'ils étaient encore grands et difficiles à fabriquer, tout comme leurs prédécesseurs mainframe. Après le computer-on-a-chip a été commercialisé, le coût de fabrication d'un système informatique a chuté de façon spectaculaire. Les fonctions arithmétiques, logiques, et de contrôle qui, auparavant, occupaient plusieurs coûteuses cartes de circuits imprimés sont maintenant disponibles dans un circuit intégré, permettant de les produire en grande quantité. Parallèlement, les progrès dans le développement de la mémoire à l'état solide a éliminé le volumineux, coûteux et avide de pouvoir mémoire de noyau magnétique utilisé dans les générations précédentes d'ordinateurs.
Quelques chercheurs à des endroits tels que SRI International et le Xerox PARC travaillaient sur des ordinateurs qu'une seule personne peut utiliser et qui pourraient être reliés par des réseaux rapides, polyvalents: pas d'ordinateurs à la maison, mais les personnels.
Après l'introduction de l'Intel 4004 en 1972, les coûts des microprocesseurs ont rapidement diminué. En 1974, le magazine américain de l'électronique Radio-Electronics décrit le Mark-8 kit informatique, basé sur l'Intel 8008 processeur. En janvier de l'année suivante, le magazine Popular Electronics publie un article décrivant un kit basé sur le processeur Intel 8080, un peu plus puissant et plus facile à utiliser. L'Altair 8800 se vend remarquablement bien, même si la taille de la mémoire a été limitée à quelques centaines d'octets et s'il n'y avait pas de logiciels disponibles. Cependant, le kit Altair coûte beaucoup moins cher qu'un système de développement Intel et il est acheté par des entreprises cherchant à développer un contrôle par microprocesseur de leurs propres produits. Des extensions cartes mémoire et des périphériques sont rapidement répertoriés par le fabricant d'origine, et plus tard par des fabricants "Plug compatible". Le tout premier produit Microsoft est un interpréteur BASIC de 4 ko à bande de papier, qui permettait aux utilisateurs de développer des programmes dans un langage de haut niveau. L'alternative était d'assembler à la main du code machine qui pouvait alors être chargé dans la mémoire du micro-ordinateur, à l'aide d'un panneau avant composé de commutateurs à bascule, boutons et affichage LED. Alors que le panneau avant émulait celui utilisé à l'origine sur des ordinateurs plus imposants, l'interface entrée-sortie à travers un terminal s'est rapidement imposée comme l'interface homme-machine de prédilection, et les panneaux avant ont progressivement disparu.

## Les débuts de l'industrie de l'ordinateur personnel

### Simon
Simon est un projet développé par Edmund Berkeley et présenté dans une série de treize articles publiés dans le magazine Radio-Electronics à partir d'octobre 1950, avec des plans permettant de le fabriquer. Bien que des machines beaucoup plus avancées existent alors, Simon représente la première expérience de construction d'un simple ordinateur numérique, à des fins éducatives. En 1950, son coût est d'environ 600 dollars.

### IBM 610
L'IBM 610 a été conçu entre 1948 et 1957 par John Lentz au Watson Lab de l'université Columbia en tant qu'ordinateur automatique personnel (Personal Automatic Computer, ou PAC) et vendu en 1957. Malgré sa faible rapidité, le IBM 610 traitait l'arithmétique flottante naturellement, chose rare à l'époque. Avec un prix affiché de 55 000 dollars, seules 180 unités ont été produites.

### Olivetti Programma 101

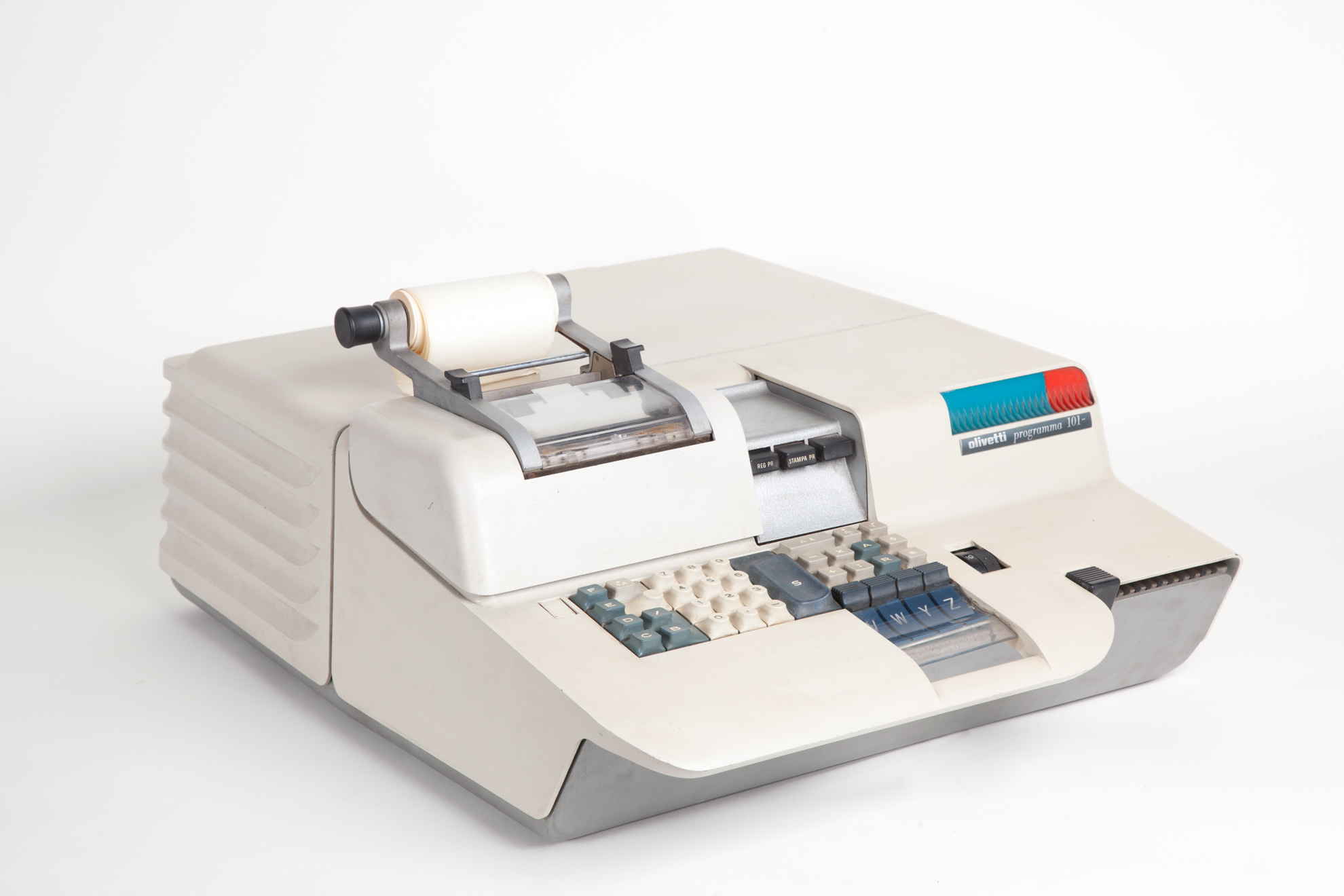
Un Olivetti Programma 101 au musée de Turin.

Le Programma 101 a été le premier produit comme « ordinateur de bureau », conçu et fabriqué par la société italienne Olivetti et présenté à l'Exposition de 1965 à New York. Plus de 44 000 unités ont été vendues dans le monde ; aux États-Unis son prix au lancement était de 3 200 dollars. Le Programma 101 avait un grand nombre de fonctionnalités intégrées dans les ordinateurs personnels modernes, tels que la mémoire, clavier, unité d'impression, lecteur de carte magnétique / enregistreur, unité de commande et arithmétique et est considéré par beaucoup comme le premier ordinateur de bureau produit commercialement, montrant le monde qu'il était possible de créer un ordinateur de bureau (HP copie plus tard l'architecture Programma 101 pour sa série HP9100)[réf. nécessaire].

### MIR
La série MIR soviétique d'ordinateurs a été développée en 1965-1969 dans un groupe dirigé par Victor Glushkov. Le MIR a été conçu comme un ordinateur à relativement petite échelle pour une utilisation dans les applications d'ingénierie et applications scientifiques et contenait une implémentation matérielle d'un langage de programmation de haut niveau. Une autre caractéristique innovante pour l'époque était l'interface utilisateur combinant un clavier avec un écran et un crayon lumineux pour corriger les textes et les dessins à l'écran.

### Kenbak-1
Le Kenbak-1 est considéré par le The Computer Museum, Boston (en) en 1986 comme le premier ordinateur personnel du monde. Il a été conçu et inventé par John Blankenbaker de Kenbak Corporation en 1970, et a été vendu pour la première fois au début de 1971. Contrairement à un ordinateur personnel moderne, le Kenbak-1 a été construit à partir de circuits intégrés à petite échelle, et n'utilise pas de microprocesseur. Le premier système a été vendu pour 750 dollars. Seulement environ 40 machines ont été construites et vendues. En 1973, la production du Kenbak-1 fut arrêtée comme Kenbak Corporation.
Avec seulement 256 octets de mémoire, une taille de mot de 8 bits, et les entrées/sorties restreintes aux lumières et les commutateurs, le Kenbak-1 était utile pour apprendre les principes de la programmation, mais pas capable d'exécuter des programmes d'application.

### Datapoint 2200

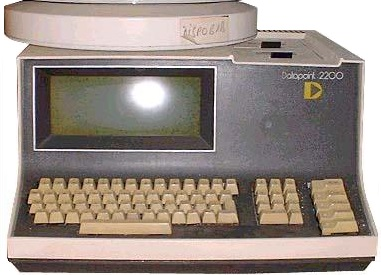
Datapoint 2200

Le terminal programmable Datapoint 2200 est le dispositif le plus ancien connu qui présente une certaine ressemblance significative avec l'ordinateur personnel moderne : avec un écran, un clavier, et le stockage du programme. Il a été fait par la CCT (maintenant connu sous le nom Datapoint) en 1970 et était un système complet dans un petit boîtier portant l'empreinte approximative d'une machine à écrire IBM Selectric. La CPU du système a été construit à partir d'une variété de composants discrets, bien que la société avait demmandé à Intel de développer une unité de traitement à puce unique ; il y avait une chute[Quoi ?] entre la CCT et Intel, et la puce qu'Intel a mis au point n'a pas été utilisée. Intel propose une version modifiée de cette puce, le processeur Intel 8008, premier microprocesseur 8 bits dans le monde. Les besoins et les exigences de la Datapoint 2200 ont donc déterminé la nature du 8008, sur lequel tous les processeurs successifs utilisés dans les PC compatibles ont été établis. En outre, la conception de multi-puce du processeur de Datapoint 2200 et la conception finale de l'Intel 8008 étaient si semblables que les deux sont en grande partie des logiciels(??) compatibles; par conséquent, le Datapoint 2200, d'un point de vue pratique, peut être considéré comme s'il était en effet alimenté par un 8008, ce qui en fait un bon candidat pour le titre de « premier micro-ordinateur ».

### Micral N
La société française R2E a été formée par deux anciens ingénieurs d'Intertechnique pour vendre leur(s) micro-ordinateur(s) à base d'Intel 8008. Le système a été développé entre septembre et décembre 1972 pour répondre à une commande de l'Institut national de la recherche agronomique pour automatiser les mesures hygrométriques, et a été livré le 15 janvier 1973. Le système fonctionnait avec un CPU Intel 8008 à 500 kHz et incluait 16 ko de mémoire. Il a été industrialisé et commercialisé à partir d'avril 1973, au prix de 8 500 francs.
Un bus, appelé Pluribus, a été introduit qui a permis de connecter jusqu'à quatorze cartes. Le système d'exploitation Micral a été initialement appelé Sysmic, et a ensuite été rebaptisé « Prologue ».
R2E a été absorbée par le Groupe Bull en 1978. Bien que le Groupe Bull a poursuivi la production d'ordinateurs Micral, il n'a pas été intéressé par le marché des ordinateurs personnels et les ordinateurs Micral ont été la plupart du temps été limités aux barrières de péage des autoroutes (où ils sont restés en service jusqu'en 1992) et d'autres marchés de niche.

### Xerox Alto et Star

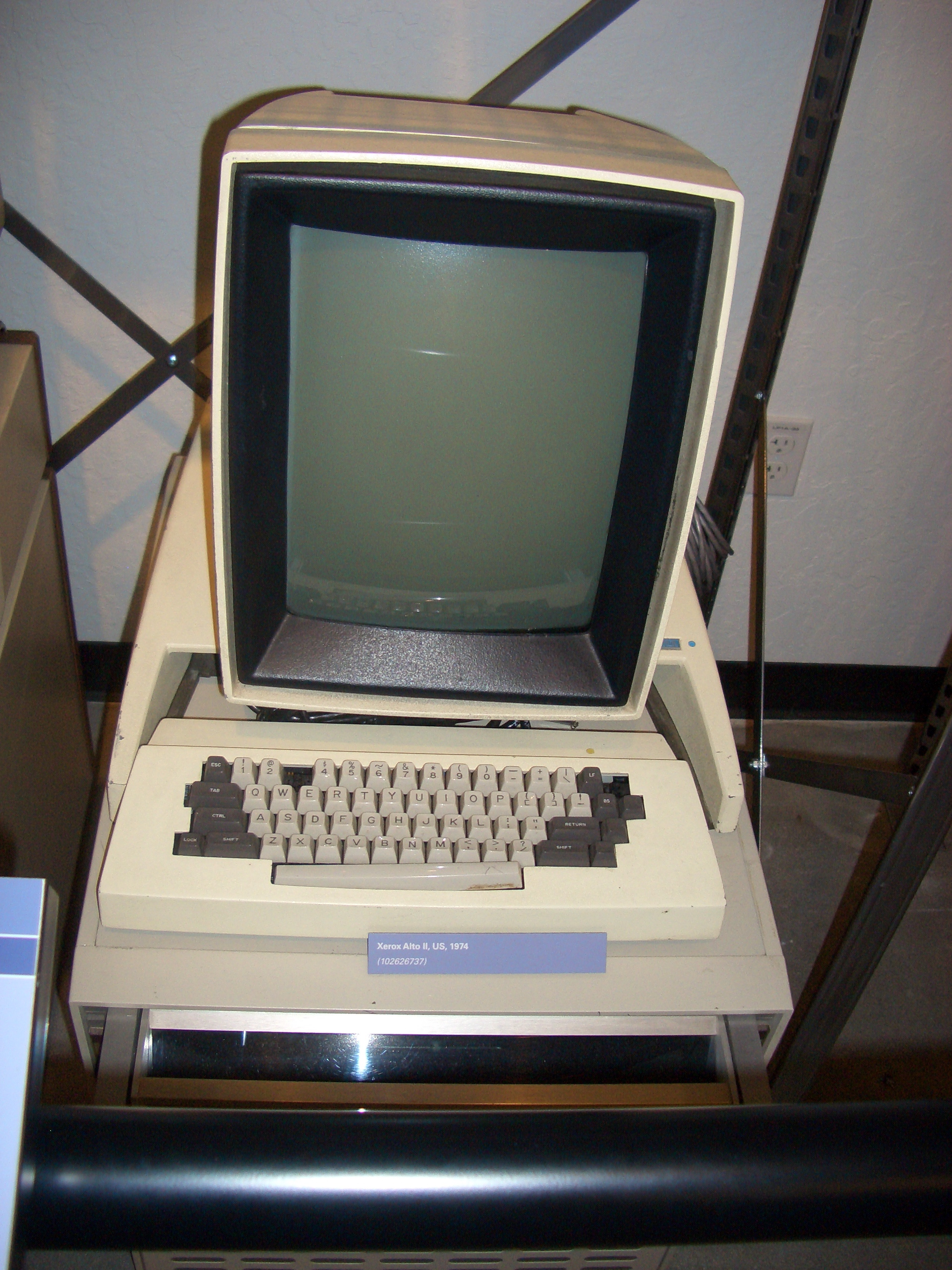
Xerox Alto

Le Xerox Alto, développé au Xerox PARC en 1973, est le premier ordinateur à utiliser une souris, la « métaphore du bureau », et une interface utilisateur graphique (GUI), concepts introduits par Douglas Engelbart lorsqu'il travaillait à SRI International. C'est le premier exemple, resté au stade de prototype, de ce qui serait aujourd'hui reconnu comme un ordinateur personnel complet.
En 1981, Xerox Corporation présente la station de travail Xerox Star, officiellement connue sous le nom « 8010 Star Information System ». Conçu sur la base du Xerox Alto, c'est le premier système commercial à intégrer différentes technologies qui deviendront monnaie courante dans les ordinateurs personnels : un écran à affichage binaire, une interface graphique avec des fenêtres, icônes et dossiers, une souris, Ethernet pour la mise en réseau, les serveurs de fichiers, serveurs d'impression et e-mail. Elle comprend également un système de langage de programmation appelé Smalltalk.
Les Xerox Alto et Xerox Star inspireront l'Apple Lisa et le Macintosh.

### IBM SCAMP
En 1972-1973 une équipe dirigée par le Dr Paul Friedl au Centre scientifique IBM Los Gatos a développé un ordinateur portable prototype appelé SCAMP (le l'anglais Spécial Computer APL Machine Portable) sur la base du processeur PALM IBM (de l'anglais Put All Logic in Microcode) avec un lecteur de cassette compacte Philips, petit CRT et de nombreuses fonctions clavier. SCAMP émule un miniordinateur IBM 1130 pour exécuter APL \ 1130. En 1973, l'APL était généralement disponible que sur les ordinateurs centraux, et la plupart des micro-ordinateurs tels que le Wang 2200 ou le HP 9800 offraient uniquement le BASIC. Parce qu'il a été le premier à imiter APL \ 1130 performances sur un ordinateur portable, mono-utilisateur, PC Magazine a qualifié SCAMP de « concept révolutionnaire » et de « premier ordinateur personnel du monde » en 1983. Le prototype est exposé à la Smithsonian Institution.

### IBM 5100
L'IBM 5100, lancé en septembre 1975, est le premier ordinateur personnel transportable commercialisé par IBM.
Il était muni d'un écran texte monochrome cathodique de 5 pouces de 16 lignes par 64 caractères, d'une unité de bande intégrée, et accompagné de trois cassettes de programmes scientifiques, statistiques et de mathématiques financières. Le 5100 a été retiré du marché en mars 1982.
L'IBM 5110, est lancé en janvier 1978, et constitue une variante destinée à un plus large public.
Il a été suivi en février 1980 par le 5120 avec un écran plus grand.
En 1981, IBM sort le modèle 5150 présenté comme successeur du 5100, mais qui possède une architecture différente, et deviendra le fameux IBM PC.

### Altair 8800
Le développement du microprocesseur à puce unique était la porte d'entrée à la popularisation des ordinateurs bon marché, faciles à utiliser, et vraiment personnels. C'était seulement une question de temps avant qu'une telle conception soit en mesure de frapper un sweet spot[Quoi ?] en termes de prix et de performance, et la machine est généralement considéré comme étant l'Altair 8800, de MITS, petite entreprise qui a produit des kits électroniques pour les amateurs.
L'Altair a été introduit dans un article dans le numéro de janvier 1975. Conformément aux précédents projets de MITS, l'Altair a été vendu sous forme de kit, bien qu'étant relativement complexe composé de quatre cartes de circuits et de nombreuses parties. Au prix de seulement 400 dollars, l'Altair puisé dans la demande refoulée et surpris ses créateurs quand il a généré des milliers de commandes dans le premier mois. Impossible de répondre à la demande, MITS a vendu la conception après qu'environ 10 000 kits aient été expédiés.
L'introduction de l'Altair a engendré toute une industrie basée sur la mise en page de base et de conception interne. De nouvelles entreprises comme Cromemco ont commencé à fournir des kits add-on, tandis que Microsoft a été fondée pour fournir un BASIC interprète pour les systèmes. Peu après un certain nombre de dessins complets « clones », caractérisés par le IMSAI 8080, est apparu sur le marché. Cela a conduit à une grande variété de systèmes basés sur le bus S-100 introduit avec l'Altair, machines de manière générale une amélioration des performances, la qualité et la facilité d'utilisation.
L'Altair, comme d'autres machines de cette époque, a été relativement difficiles à utiliser. Les machines ne contenaient aucun système d'exploitation en ROM, afin de le mettre en marche, il fallait entrer manuellement un langage machine programme via des commutateurs situés sur panneau avant, instruction par instruction. Le programme était typiquement un petit pilote lu par un lecteur de cartes perforées, qui servait ensuite pour lire le programme «réel». Les systèmes ultérieurs contenait un code d'amorçage (bootstrapping) pour automatiser ce processus, et les machines de la fin des années 1970 utilisaient presque universellement système d'exploitation CP/M, chargé à partir d'une disquette.
L'Altair a vu naître un marché domestique des micro - ordinateurs montés et en kits, beaucoup d'autres modèles suivirent, à la fin des années 1970 et étaient basé sur un processeur Intel 8080, Zilog Z80 ou Intel 8085. La plupart de ces machines utilisait le système CP/M-80 développé par Gary Kildall de Digital Research. CP / M-80 a été le premier système d'exploitation de micro - ordinateur populaire et fut utilisé par de nombreux fournisseurs de matériel et de nombreux logiciels ont été écrits pour lui, comme WordStar et dBase II.

### Homebrew Computer Club
Le succès de l'Altair a fait la preuve que le microprocesseur avait réduit le coût et la difficulté d'assembler un micro-ordinateur et que tout passionné pourrait construire sa propre machine. De nombreux amateurs se sont réunis et ont formé le Homebrew Computer Club (HCC) dans la Silicon Valley. Bien que l'existence de HCC ait été relativement courte, son influence sur le développement du PC moderne sera considérable.
Des membres du groupe pensaient que le micro-ordinateur ne deviendrait jamais populaire si les systèmes restaient vendus en kits et pièces détachées et souhaitaient voir un produit fini et « tout-en-un ». De ce souhait est né l'ordinateur Sol-20 de Processor Technology, un système S-100 vendu complet et monté - clavier QWERTY, CPU, carte graphique, mémoire, et ports d'extension - dans un seul boîtier. Les systèmes étaient complétés avec un lecteur de cassette ou de disquette pour le stockage et un moniteur monochrome. Complet avec une copie du BASIC en ROM, le Sol-20 était commercialisé pour 2 100 dollars et environ 10 000 exemplaires ont été vendus.

### Autres machines de l'époque
Les autres machines importantes en 1977 au sein de la communauté des amateurs furent le Heathkit H8 (en), l'Exidy Sorcerer, le North Star Horizon (en) et le Cromemco Z-2 (en).

## 1977 et l'émergence de la «Trinité»
En 1976, plusieurs entreprises sont en lice pour annoncer des ordinateurs personnels avec un grand potentiel de succès. Trois machines, l'Apple II, le PET 2001 et le TRS-80 sont introduites en 1977, se vendant à des millions d'exemplaires. Le magazine Byte baptisera plus tard leur lancement la « 1977 Trinity » (« Trinité de 1977 »).

### PET

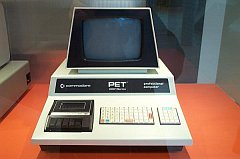
Octobre 1977 : Commodore PET.

Chuck Peddle a conçu en 1977 le Commodore PET (abréviation de « Personal Electronic Transactor ») autour de son processeur MOS 6502. Celui-ci est monobloc et doté d'une nouvelle puce d'affichage (le MOS 6545) animant un petit moniteur monochrome de 40 colonnes et 25 lignes. La carte mère, le clavier, l'écran et un lecteur de cassettes sont tous rassemblés dans un seul boîtier métallique. En 1982, Byte décrit le PET comme le « premier ordinateur personnel du monde ».
Le PET est proposé en deux versions : le 2001-4 avec 4 ko de RAM, et le 2001-8 avec 8 ko. Un lecteur « Datasette » (mot valise composé de « data » et « cassette ») prend place sur la façade avant du boîtier, laissant peu de place pour le clavier. Le 2001 est annoncé en juin 1977 et les cent premières unités sont livrées mi-octobre. Les commandes prendront des mois de retard et, pour simplifier la distribution, le modèle 4 ko sera supprimé début 1978.
Alors que la machine rencontre un certain succès, les utilisateurs se plaignent de la taille minuscule du clavier, digne d'une calculatrice. Cela sera corrigé dans les nouvelles versions « dash A » et « dash B » du 2001 qui sortent le lecteur de cassettes du boîtier pour permettre un clavier beaucoup plus grand. Sous le capot, la carte mère est mise à jour et la mémoire augmentée à 8, 16 ou 32 ko, référencés comme « 2001-N-8 », « 2001-N-16 », et « 2001-N-32 », respectivement.
Le PET sera la moins populaire des machines de la « Trinité », avec moins d'un million d'unités vendues.

### Apple II
Steve Wozniak (connu sous le nom « Woz »), un adepte des réunions du Homebrew Computer Club, a conçu l'Apple I fabriqué artisanalement, commercialisé en 1977. Avec la commande pour cent machines d'un magasin (The Byte Shop) à 500 dollars chacun, Woz et son ami Steve Jobs fondent Apple Computer.
Environ 200 de ses premières machines seront vendues avant que la jeune compagnie annonce l'Apple II, un ordinateur complet. Il offre des graphiques en couleur, un clavier QWERTY complet et des baies internes d'extension, le tout monté dans un boîtier en plastique de haute qualité. Le moniteur était vendu séparément. Le système d'exploitation était seulement constitué de l'interpréteur BASIC contenu dans la ROM, complété par l'Apple DOS pour gérer le lecteur de disquettes ; la dernière version sera Apple DOS 3.3.
Son prix plus élevé, son BASIC lacunaire (calcul uniquement sur des entiers), et le manque de points de vente, ont fait qu'il s'est moins bien vendu que les autres machines de la « Trinity » jusqu'en 1979, quand il a dépassé  le PET en termes de ventes. Il a de nouveau été relégué à la quatrième place en termes de volume de ventes quand Atari a introduit ses systèmes Atari 8-bit.
Bien que son succès ait été tardif, l'Apple II a eu une longue durée de vie et sera l'ordinateur le plus vendu des 1977 Trinity. En 1985, 2,1 millions d'unités avaient été vendues, et à la fin de sa production en 1993, plus de 4 millions d'Apple II auront été vendus.

### TRS-80
Novembre 1977 : TRS-80 Model I
Tandy Corporation (Radio Shack) a présenté le TRS-80, connu plus tard sous le nom de modèle I quand des modèles améliorés sont sortis. Le modèle I combinait la carte mère et le clavier dans un seul boitier avec un moniteur et une alimentation séparée. Le PET et l'Apple II étaient, en comparaison, plus avancés mais le Tandy Radio Shack avait un réseau de distribution, ce dont ni Apple ni Commodore PET ne disposaient.
Le modèle I utilisait un Zilog Z80 cadencé à 1,77 MHz (les modèles suivant ont été livrés avec un processeur Z80A à 4 MHz). Le modèle de base était livré en série avec 4 ko de RAM et plus tard 16 ko. La RAM pouvait être étendue à 48 ko. Ses autres avantages étaient le clavier QWERTY bien conçu, un BASIC Microsoft puissant et intégrant le calcul à virgule flottante et l'inclusion d'un moniteur et d'un magnétophone pour environ la moitié du coût de l'Apple II à configuration équivalente. Finalement, des lecteurs de disquettes 5,25 pouces ont été produits par Tandy et plusieurs fabricants tiers. Le contrôleur autorisait jusqu'à quatre lecteurs de disquettes, l'ordinateur disposait d'une RS-232 en option et un port parallèle pour les imprimantes.
Le modèle I ne pouvait pas répondre à la règlementation américaine sur les interférences radio en raison de son boîtier en plastique et de ses câbles extérieurs. Apple avait, de son côté, résolu le problème avec une feuille métallique intérieure mais cette solution ne fonctionnait pas pour Tandy avec le modèle I. Les modèles II et III étant déjà en production, Tandy a décidé d'arrêter la fabrication du modèle I. Radio Shack avait vendu 1,5 million de modèle I lors de l'arrêt de la fabrication en 1981.

### TI-99

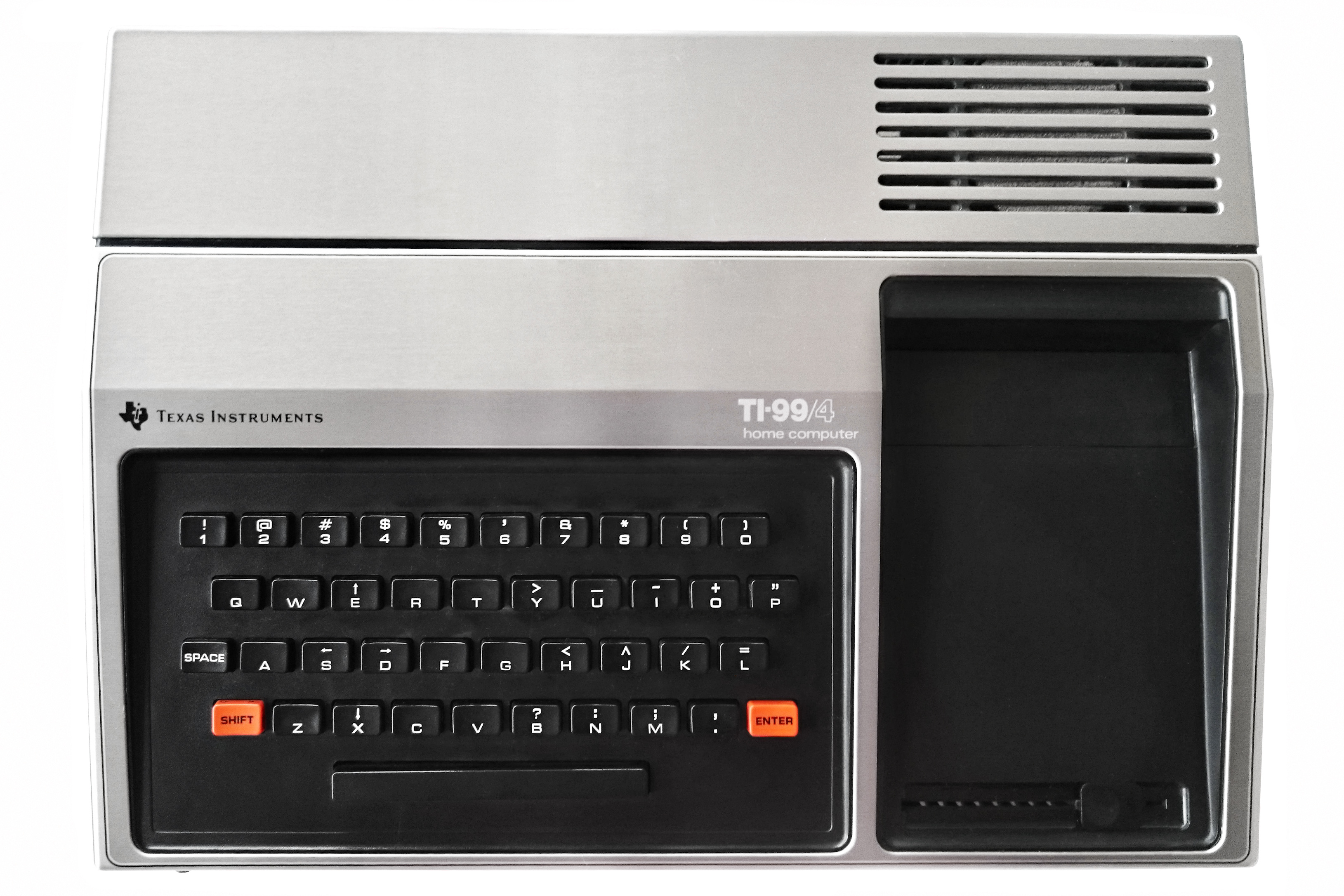
TI-99-4

Texas Instruments (TI), alors le plus grand fabricant de puces au monde, décide d'entrer sur le marché de l'ordinateur personnel avec le Texas Instruments TI-99. Annoncée bien avant son arrivée, la plupart des observateurs s'attendaient à une machine effaçant toute concurrence ; sur le papier, sa performance était intouchable et TI avait d'énormes réserves de trésorerie et la capacité de développement. À la sortie, fin 1979, TI a adopté une approche lente, se concentrant d'abord sur les écoles. Contrairement aux prévisions, les limites du TI-99 ont montré qu'il n'était pas le tueur que tout le monde attendait et un certain nombre de ses caractéristiques de conception ont été très critiquées. Un total de 2,8 millions d'unités ont été vendues avant l'arrêt de la production en mars 1984.

## Les ordinateurs personnels
Au début des années 1980, RadioShack, Commodore, et Apple avaient produit la plus grande part du demi-million de micro-ordinateurs alors en circulation. Alors que le prix des composants continuent à baisser, de nombreuses entreprises se lancent dans le marché de l'informatique. Cela conduira à l'explosion de machines abordables appelées « ordinateurs personnels » qui se vendront à des millions d'exemplaires avant que le marché ne s'écroule, éreinté par une guerre des prix féroce.

### Atari 400/800
À la fin des années 1970, Atari est une marque bien connue en raison de ses jeux d'arcade à succès comme Pong et grâce à l'énorme succès des consoles de jeux Atari VCS. Réalisant que le succès des VCS seraient éphémère, Atari décide de travailler sur un nouveau design de console beaucoup plus avancé[non neutre].
Alors que ces nouveaux modèles sont en développement, les machines de la Trinity sont commercialisées en fanfare. La direction d'Atari décide alors de changer son fusil d'épaule et oriente son travail vers les ordinateurs personnels. La connaissance du marché personnel à travers le VCS donnera naissance à des appareils presque indestructibles et aussi faciles à utiliser qu'une console de jeux ; il suffit d'insérer une cartouche et ça fonctionne. Les nouvelles machines sont introduites en 1978 sous les dénominations « 400 » et « 800 », mais des problèmes de production empêchent la vente à grande échelle avant l'année suivante.
À l'époque, les machines Atari offrent de bien meilleures performances que les modèles déjà sur le marché, avec une qualité graphique et des caractéristiques sonores inégalées. Elles deviennent donc très populaires, éclipsant rapidement les ventes des machines de la « Trinité ». Malgré un début prometteur (environ 600 000 unités auront été vendues en 1981), la guerre des prix qui se profile laissera Atari en mauvaise position. La marque se montre incapable de rivaliser efficacement avec Commodore et deux millions de machines seulement seront produites.

### Sinclair
Sinclair Research Ltd est une société d'électronique grand public britannique fondée par Sir Clive Sinclair à Cambridge. Elle a été constituée en 1973 comme Ablesdeal Ltd. et rebaptisé « Westminster Mail Order Ltd. », puis « Sinclair Instrument Ltd. » en 1975. La société est restée en sommeil jusqu'en 1976, quand il a été activé avec l'intention de poursuivre le travail commercial de Sinclair de son entreprise plus tôt Sinclair Radionics; elle a adopté le nom Sinclair Research en 1981. En 1980, Clive Sinclair est entré dans le marché de l'ordinateur à la maison avec le ZX80 à 99,95 £, à cette époque le moins cher des ordinateurs personnels vendu au Royaume-Uni. En 1982, le ZX Spectrum est sorti, devenant plus tard ordinateur le plus vendu en Grande-Bretagne, une concurrence agressive contre Commodore et Amstrad. À la hauteur de son succès, et en grande partie inspiré par le programme japonais de cinquième génération informatique, la société a créé le centre de recherche MetaLab à Milton Hall (près de Cambridge), afin de poursuivre l'intelligence artificielle, l'intégration échelle d'une tranche, la vérification formelle et d'autres projets avancés. La combinaison des défaillances de l'ordinateur Sinclair QL et TV80 a conduit à des difficultés financières en 1985, et un an plus tard Sinclair a vendu les droits à leurs produits informatiques et le nom de marque Amstrad. Sinclair Research Ltd existe aujourd'hui[Quand ?] comme une entreprise d'un seul homme, en continuant à commercialiser les plus récentes inventions de Sir Clive Sinclair.

### 1980
L'ordinateur Sinclair ZX80 a été lancé en février 1980, vendu 79,95 £ en kit et 99,95 £ monté et prêt à l'emploi. En novembre de la même année, Sciences de Cambridge a été rebaptisé Sinclair Computers Ltd.
La même année, sort le Commodore VIC-20, équipé d'un microprocesseur MOS Technology 6502 et de 5 ko de mémoire. Le design du boîtier sera réutilisé pour son successeurs, le C64. Pouvant être connecté à un écran de télévision, il est livré sans moniteur, contrairement à son prédécesseur, le PET. Son prix est également beaucoup moins élevé, c'est un bon succès pour Commodore, plusieurs millions d'exemplaires sont vendus autour du monde.

### 1981
Le ZX81 (connu sous le nom « TS 1000 » aux États-Unis) a été lancé au prix de 49,95 £ en kit et 69,95 £ monté.
En juin 1981 Texas Instruments (TI) sort le TI-99/4A, une évolution de son TI-99. Les performances ne sont pas exceptionnelles et son prix élevé, l'ordinateur n'aura qu'un succès très limité et l'électronicien Texas Instrument arrête la production d'ordinateur en 1984.
À la suite d'un appel d'offres, Acorn Computers sort, pour le compte de la société de radio diffusion nationale britannique, la BBC, le BBC Micro. Leur choix s'est porté sur ce qui était alors connu sous le nom « Acorn Proton » sur lequel ont été apportés un certain nombre de changements mineurs. Le micro était coûteux, ce qui a limité son attrait, mais avec un marketing agressif, le soutien de la BBC et une grande variété de programmes disponibles, le système, alors basé sur un MOS 6502 s'est finalement vendu à 1,5 million d'unités. Acorn ensuite développé le processeur ARM (Acorn RISC Machine), notamment sur l'Acorn Archimedes, premier ordinateur grand public à utiliser un microprocesseur de technologie RISC. Depuis les processeurs ARM sont devenus les processeurs les plus utilisés, notamment, sur la majorité des téléphones mobiles et divers matériels embarqués.

### 1982
Cette année, trois ordinateurs européens sont lancés, ils offrent tous les trois 8 couleurs à l'affichage et les applications seront avant tout livrées sur des cassettes audio. Ils ont tous trois un véritable succès en Europe, le nombre de logiciels pour ces micro-ordinateurs se multiplient pendant toute leur commercialisation. Les magazines se multiplient également, proposant des codes sources et astuces pour ces différents micros. Hebdogiciel, dont le premier numéro est publié en 1983, un hebdomadaire spécialisé vendu sous un format proche des quotidiens, et principalement rempli de code source sera un exemple dans le genre. Des concours de deulignes (code en langage BASIC devant tenir sur 2 lignes de code) y sont proposés et publiés toutes les semaines.

« Le marché actuel de l'ordinateur personnel est d'environ la même taille que l'ensemble du marché des pommes chips. L'année prochaine, il sera d'environ la moitié du marché des aliments pour animaux de compagnie et il se rapproche rapidement des ventes mondiales totales de collants. »

— James Finke, Président de Commodore International, février 1982
Le ZX Spectrum a été lancé le 23 avril 1982, au prix de 125 £ pour la version avec 16 ko de RAM et 175 £ pour la version équipée de 48 ko. Il est vendu en France 2 325 FF.
L'Oric 1, sorti en juin 1982, utilise un microprocesseur MOS Technology 6502 à 1 MHz et comporte 16 Ko puis 48 Ko de mémoire vive. Il est d'abord vendu 2 000 FF puis 1 000 FF, qui en fait alors un ordinateur à très faible coût.
Les Dragon 32 et Dragon 64, lancé en août 1982, contenaient respectivement 32 et 64 Ko de RAM et un microprocesseur Motorola 6809 E.
Le Thomson TO7 sorti en novembre 1982 utilise un microprocesseur Motorola 6809 à 1 MHz et 8 Ko de mémoire vive, ainsi que 16 Ko de mémoire vidéo. Il est vendu au prix beaucoup plus élevé de 7 000 FF.
Le Commodore 64 sort aux États-Unis, en août 1982. Avec son microprocesseur MOS Technology 6510, ses 64 Ko de mémoire vive, ses 16 couleurs et ses 8 sprites matériels et du processeur sonore SID, c'est probablement le plus avancé de tous, il faut attendre quelques années avant que son succès arrive en Europe, plus de 17 millions d'unités sont vendus au total dans le monde, ce qui en fait un des premiers gros succès informatique au monde.
L'Atari 1200XL est présenté le 12 décembre 1982, mais ne sortira qu'en mars 1983 avec un succès limité.

### 1983
1983 est l'année de l'arrivée du standard MSX. Comme le cas des IBM/PC le système d'exploitation est conçu par Microsoft. Il sera supporté par différents acteurs majeurs de l'électronique et de l'électroménager, parmi lesquels de nombreuses société japonaises ; Canon, Casio, Hitachi, Mitsubishi, Panasonic, Pioneer, Sharp, Sony, Toshiba, Yamaha, mais aussi coréenne, avec Samsung ou néerlandaise, avec Philips.
C'est également l'année de la sortie de l'Apple Lisa, le premier ordinateur avec une interface graphique et souris grand public, fortement inspirée par l'invention de Xerox.
La même année Matra-Hachette publie l'Alice, utilisant un microprocesseur 8 bits Motorola 6803 à la capacité d'adressage 16 bits, la mémoire n'étant que de 4 ko, bien inférieure à ses concurrents des années précédente. Il s'agit d'un clone du Tandy TRS-80 MC-10 (en), lancé la même année, bénéficiant ainsi de sa logithèque. Le prix est abordable, mais le succès limité.

### Guerre des prix Commodore/Atari
En 1982, aux États-Unis, les ordinateurs locaux étaient beaucoup plus onéreux qu'en Europe. Le TI 99/4A et l'Atari 400 étaient tous deux vendus pour 349 dollars, le Color Computer de RadioShack était vendu pour 379 dollars, et Commodore avait réduit le prix du VIC-20 à 199 dollars et celui du Commodore 64 à 499 dollars. Texas Instruments avait forcé Commodore hors du marché des calculatrices en baissant les prix de ses propres calculettes en deçà du prix de vente des composants qu'il vendait lui-même aux fabricants pour assembler les mêmes produits. Jack Tramiel, le PDG de Commodore, promettant que cela ne se reproduirait plus, achète MOS Technology pour assurer l'approvisionnement des composants. Avec cet approvisionnement et des coûts garantis, il lance une guerre contre TI peu de temps après l'introduction du Commodore 64.
Pour ce faire, Commodore baisse le prix de détail du 64 à 300 dollars en juin 1983 (des magasins les vendront pour seulement 199 dollars). La société vend alors autant d'ordinateurs que tous ses concurrents réunis, lesquels n'ont d'autre choix que de réduire également leurs prix ; le prix de l'Atari 800 en juillet est de 165 dollars et alors que TI était prêt à introduire le 99/2, prévu pour être vendu 99 dollars en 1983, le modèle supérieur, le 99/4A, est lui-même tombé à 99 dollars. Cette guerre des prix entraînera plusieurs centaines de millions de dollars de pertes pour TI. Même si la cible de Jack Tramiel était Texas Instruments, c'est l'ensemble du secteur qui sera touché, de nombreuses entreprises font faillite ou doivent abandonner ce secteur d'activité. Même Commodore se trouvera en difficulté et Tramiel licencié.
Le Krach du jeu vidéo a surtout été sensible aux États-Unis et au Japon, il concernait surtout les consoles de jeu, les ordinateurs familiaux remplaçant celles-ci dans les foyers. Il n'a quasiment pas touché la production informatique Européenne.

### 1984
C'est l'année de la sortie de nouveaux ordinateurs britanniques, le Sinclair QL sort en janvier 1984, au prix de 399 £. Plus puissant, il a utilisé un processeur Motorola 68008. La production a été retardée de plusieurs mois, en raison du développement inachevé de matériel et de logiciels. Sinclair sort en octobre de la même année, Le ZX Spectrum+, un ZX Spectrum reconditionné avec 48 ko de mémoire vive.
L'Amstrad CPC, nouveau venu sur le marché, prend progressivement des parts de marché importantes en Europe.
De son côté, Commodore sort le Commodore Plus/4, dont le succès reste très limité.
En France, sortie du Thomson MO5, qui est appuyé par le Ministère de l’Éducation nationale du gouvernement français, et ainsi déployé dans un grand nombre de collèges, dans le cadre du plan informatique pour tous.

### 1985
Oric propose l'Oric Atmos, il est alors possible de s'en procurer un à prix réduit en échange de l'Oric 1. Ce qu'Oric appelle un « échange standard ».
Le ZX Spectrum 128, avec RAM étendue à 128 ko, une puce sonore et d'autres améliorations, a été lancé en Espagne en septembre 1985 et au Royaume-Uni en janvier 1986, au prix de 179,95 £.
Commodore sort en janvier, le Commodore 128, évolution du Comomodore 64, avec un mode de compatibilité. Il ne rencontre pas un grand succès, la logithèque sera principalement celle du Commodore 64. La même année cependant, en juin, Commodore sort l'Amiga 1000. C'est une véritable révolution, processeur 16/32 bits, Motorola 68000, haute résolution, 16 à 64 couleurs, et mode spécial HAM, 4 096 couleurs, échantillonneur audio à quatre voies, stéréo (les prédécesseur ne comportaient que des modulateurs, voir Chiptune), processeurs graphiques, vidéo et sonores spécialisés, comme pour le Commodore 64. Il comporte également le premier système multitâche préemptif grand public, et une interface avec souris. Deluxe Paint, logiciel de dessin d'Electronic Arts sorti en novembre 1985 et Defender of the Crown sorti en 1986, sont rapidement des promoteurs de ses capacités. Son prix est cependant élevé, et il faut attendre l'arrivée de l'Amiga 500, plus abordable, en 1987, pour que soit l'engouement du grand public.
L'Atari 520 ST, sorti la même année comporte également le processeur 16⁄32 bits de Motorola, de l'Amiga, mais pas son jeu de coprocesseurs. Son prix est cependant beaucoup plus abordable. Le GEM son bureau fonctionne avec une interface de fenêtres et une souris. Le système est multitâche mais pas préemptif comme celui de l'Amiga. Il rencontre cependant un assez rapide succès en raison de ses performances de calcul, ses capacités graphiques plus élevées que les prédécesseurs 8 bits et son prix abordable.

### 1987
Sortie de l'Acorn Archimedes premier microprocesseur utilisant un processeur de technologie RISC, conçu par ARM, filiale d'Acorn. La puissance est au rendez-vous dépassant ses concurrents 68000 sorti deux ans avant. Le système est multi-tâche, utilise fenêtre et souris. Le succès restera malgré tout limité.

## Ordinateurs japonais
Depuis la fin des années 1970 au début des années 1990, le marché de l'ordinateur personnel japonais a été largement dominé par les produits informatiques domestiques NEC PC-88 et PC-98 mais aussi Sharp X1 et X68000, la FM-7 et FM Towns et le MSX et MSX2, celui-ci ayant également connu une certaine popularité en Europe. Une différence essentielle entre les systèmes occidentaux et japonais à l'époque était la meilleure résolutions d'affichage (640x400) afin d'accueillir le texte japonais. Les ordinateurs japonais ont également utilisés la puce Yamaha Fhcxnb M pour la synthèse sonores depuis le début des années 1980, ce qui permet la production d'une meilleure qualité sonore. les ordinateurs japonais ont été largement utilisés pour produire des jeux vidéo, mais seulement une petite partie des jeux Japonais PC ont été diffusées à l'extérieur du pays. L'ordinateur personnel japonais avec le plus de succès a été de NEC PC-98, qui a été vendu à plus de 18 millions d'unités en 1999.

## L'IBM PC

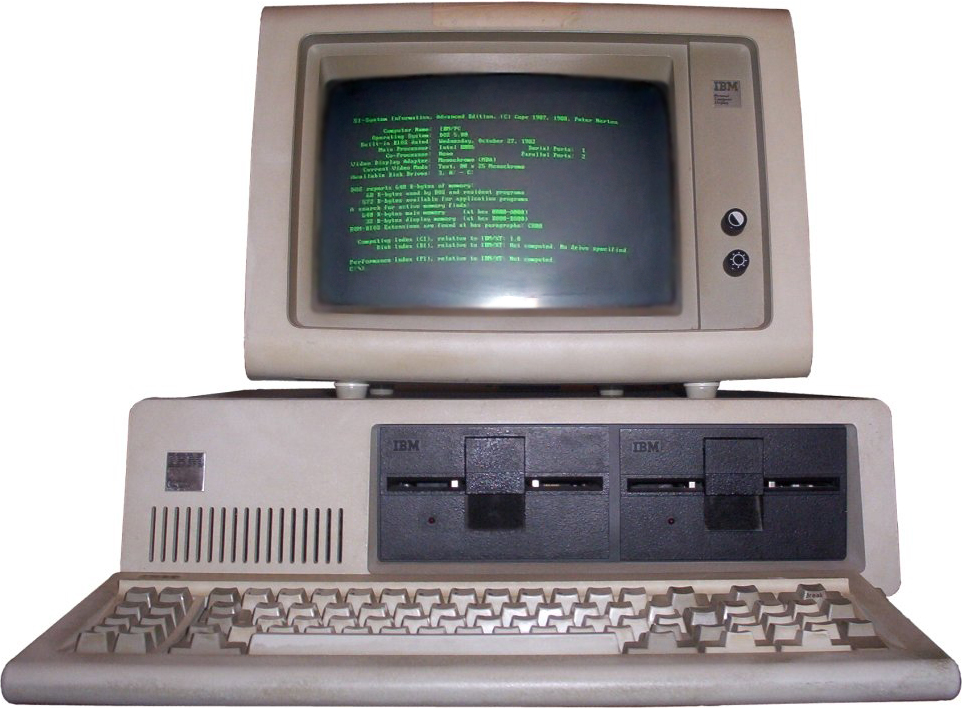
IBM 5150 (1981)

IBM répond à la réussite de l'Apple II avec son IBM PC, qui sort en août 1981. Comme l'Apple II et les systèmes S-100, celui-ci est basé sur une architecture ouverte, ce qui permet à des tiers de le développer. Il utilise le processeur Intel 8088 cadencé à 4,77 MHz. Le premier modèle utilise une cassette audio pour le stockage externe, mais offre aussi un lecteur de disquettes assez cher en option. Le lecteur de cassette n'ayant jamais été populaire, il sera supprimé sur le PC XT de 1983. Le XT accueille, lui, un disque dur de 10 Mo à la place de l'un des deux lecteurs de disquettes et voit le nombre de ses ports d'extension augmenter de 5 à 8. Alors que le PC original ne pouvait accueillir que jusqu'à 64 ko sur la carte principale, la nouvelle architecture permet de recevoir jusqu'à 640 ko de RAM grâce à des cartes. Les révisions ultérieures augmenteront la limite à 256 ko sur la carte principale.
L'IBM PC est généralement livré avec PC-DOS, un système d'exploitation inspiré du CP/M-80 de Gary Kildall. En 1980, IBM avait contacté Digital Research, la société de Kildall, pour obtenir une version de CP/M pour son PC IBM, sans qu'un accord ne soit trouvé. IBM s'est alors tourné vers Bill Gates, qui fournissait déjà l'interpréteur BASIC en ROM pour le PC. Gates proposa de fournir 86-DOS, système développé par Tim Paterson de Seattle Computer Products. IBM l'a rebaptisé « PC DOS », tandis que Microsoft a vendu des variantes et des mises à niveau sous la dénomination « MS-DOS ».
L'impact de l'Apple II et de l'IBM PC sera démontré quand le magazine Time attribuera son titre de Personnalité de l'année à l'ordinateur personnel pour 1982 (changé en « Machine de l'année » pour l'occasion), premier objet à recevoir ce titre.

## Compatibles IBM PC

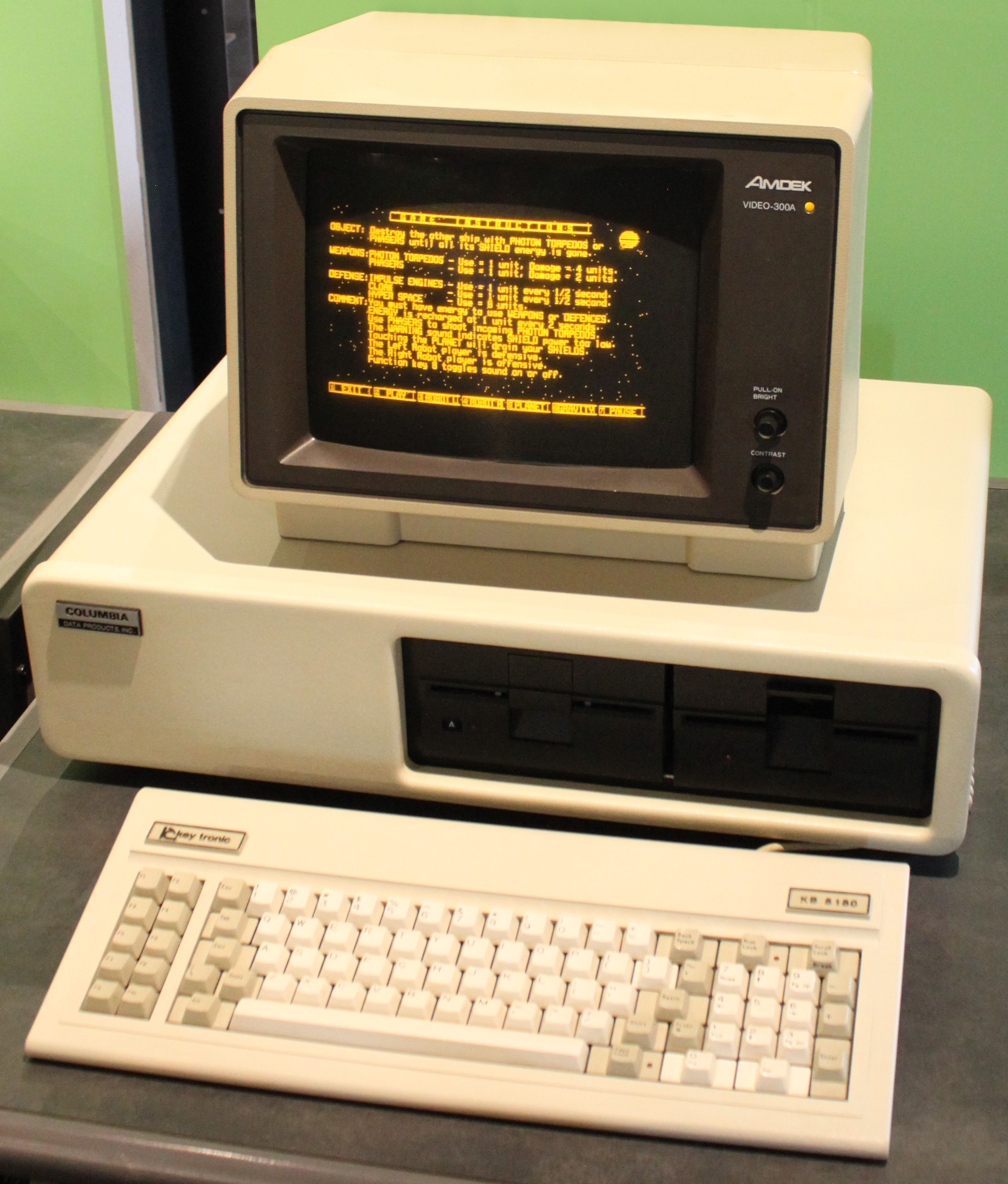
Columbia Data Products' MPC 1600, the first clean-house IBM PC clone, with an Amdek monitor and Key Tronic keyboard

La conception du PC d'origine a été suivie en 1983 par le IBM XT, qui était une conception incrémentielle améliorée ; il n'a plus de lecteur cassette, avait plusieurs fentes de cartes, et était disponible avec un disque dur de 10 Mo. Bien obligatoire au premier abord, le disque dur a été fait plus tard une option et un XT deux disquettes a été vendu. Alors que la limite de mémoire architecturale de 640 ko était le même, les versions ultérieures étaient plus facilement extensibles.
Bien que les PC et XT incluent une version du langage BASIC en lecture seule mémoire, la plupart ont été achetés avec des lecteurs de disques et exécutés avec un système d'exploitation ; trois systèmes d'exploitation ont été initialement annoncés avec le PC. L'un était CP / M-86 de Digital Research, le deuxième était PC DOS d'IBM et le troisième était le p-System UCSD (de l'Université de Californie à San Diego). PC DOS était la version IBM marque d'un système d'exploitation de Microsoft, déjà connu pour la fourniture de systèmes linguistiques de base pour les entreprises de matériel informatique. Lorsque vendu par Microsoft, PC DOS a été appelé « MS-DOS ». Le p-System OS UCSD a été construit autour du langage de programmation Pascal et n'a pas été commercialisé pour le même créneau que les clients d'IBM. Ni le p-System, ni CPM-86 n'a été un succès commercial.
Parce que MS-DOS était disponible en tant que produit distinct, certaines entreprises ont tenté de rendre les ordinateurs disponibles qui pourraient exécuter MS-DOS et les programmes. Ces premières machines, y compris l'ACT Abricot, le décembre arc -en -100, la Hewlett-Packard HP-150, le Seequa Chameleon et bien d'autres ne sont pas particulièrement efficaces, car ils nécessitaient une version personnalisée de MS-DOS, et ne pouvait pas exécuter des programmes conçus spécifiquement pour le matériel d'IBM. (Voir la liste des PC non-IBM-PC compatible début.) Les premiers microordinateurs vraiment IBM PC compatibles proviennent de Compaq, bien que d'autres aient rapidement suivi.
Parce que l'IBM PC était basé sur des circuits intégrés relativement standard, et que la conception de base du connecteur de carte n'avait pas été brevetée, la partie clé de ce matériel était en fait le BIOS logiciel intégré à mémoire en lecture seule. Cet élément important pouvait être obtenu par ingénierie inversée, ce qui a ouvert la voie pour les copies d'IBM PC, qui ont été nommés « clones PC ». Au moment où IBM a décidé d'entrer dans le marché des ordinateurs personnels en réponse au début du succès d'Apple, IBM a été le géant de l'industrie de l'informatique et devait écraser la part de marché d'Apple. Mais à cause de ces raccourcis qu'IBM a pris pour entrer sur le marché rapidement, ils ont fini par sortir un produit qui a été facilement copié par d'autres fabricants utilisant de l'étagère, les parties non-propriétaires. Ainsi, dans le long terme, le plus grand rôle d'IBM dans l'évolution de l'ordinateur personnel était d'établir la norme de facto pour l'architecture matérielle parmi un large éventail de fabricants. Le prix d'IBM a été affaibli au point où IBM était plus la force significative dans le développement, ne laissant que la norme PC qu'ils avaient établi. Émergents comme la force dominante de cette bataille entre les fabricants de matériel qui ont été en lice pour la part de marché a été la société de logiciels Microsoft qui a fourni le système d'exploitation et les services publics à tous les PC à travers le conseil d'administration, si les machines IBM authentiques ou les clones PC.
En 1984, IBM a introduit le IBM Personal Computer / AT (plus souvent appelé le PC / AT ou AT) construit autour du microprocesseur Intel 80286. Cette puce est beaucoup plus rapide, et pourrait adresser jusqu'à 16 Mo de RAM, mais seulement dans un mode qui a largement rompu la compatibilité avec les 8086 et 8088 antérieurs. En particulier, le système d'exploitation MS-DOS n'a pas été en mesure de tirer parti de cette capacité.

## Lisa et Macintosh d'Apple

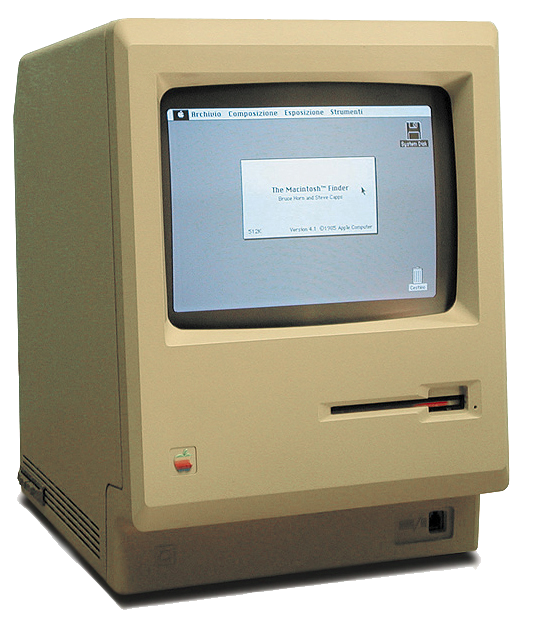
Macintosh (1984).

En 1983, Apple Computer présente le premier micro-ordinateur de grande série commercialisé avec une interface graphique, le Lisa. Celui-ci utilisait un microprocesseur Motorola 68000 et était équipé d'1 Mo de mémoire vive (RAM), d'un moniteur noir et blanc de 12 pouces, d'un lecteur de disquettes 5 ¹⁄₄ pouces, et d'un disque dur de 5 Mo. La lenteur de son fonctionnement et son prix extrêmement élevé (10 000 $, 70 000 F en France, soit l'équivalent de 26 000 € en 2022 !) ont conduit à son échec commercial.
En 1984, fort de l'expérience acquise avec le Lisa, Apple a lance le Macintosh avec un spot publicitaire (1984) réalisé par Ridley Scott et diffusé lors du Super Bowl. Le Macintosh a été le premier succès d'un ordinateur piloté par souris doté d'une interface graphique ou « WIMP » (« fenêtres, icônes, menus et souris »). Également basé sur le Motorola 68000, le Macintosh reprend un grand nombre des caractéristiques du Lisa à un prix de 2 495 dollars. Il est introduit avec 128 ko de RAM et un modèle doté de 512 ko arrive plus tard dans l'année. Pour réduire les coûts, comparés au Lisa, le Macintosh avait une carte mère simplifiée, pas de disque dur interne, et un lecteur de disquette 3,5 pouces. Les applications fournies avec le Macintosh incluent MacPaint, un programme graphique bitmap, et MacWrite, un logiciel de traitement de texte WYSIWYG.
Bien qu'il ne fût pas un succès immédiat lors de sa sortie, le Macintosh a été un ordinateur personnel réussi et bien vendu pendant des années. Cela est notamment dû à l'introduction de publication assistée par ordinateur en 1985 grâce au partenariat d'Apple avec Adobe. Ce partenariat a introduit l'imprimante LaserWriter et Aldus PageMaker (devenu Adobe PageMaker) pour ses utilisateurs.
Pendant l'absence de Steve Jobs d'Apple, plusieurs modèles de Macintosh, comme les Macintosh Plus et Macintosh II, seront commercialisés avec un grand degré de succès. La ligne d'ordinateurs Macintosh aurait été en compétition avec IBM jusqu'au début des années 1990.

## Apparition des interfaces graphiques
Dans la gamme Commodore, GEOS 8-bits est disponible sur les Commodore 64 et Commodore 128[Quand ?]. Plus tard, une version 16-bits sera disponible pour les PC fonctionnant sous DOS (Geoworks)[Quand ?]. Elle peut être utilisée avec une souris ou un joystick comme dispositif de pointage, et est livrée avec une suite d'applications de l'interface graphique (traitement de texte, dessin). L'Amiga, venu plus tard, utilisera un système d'exploitation graphique par défaut. Ce dernier sera pionnier pour le développement futur des ordinateurs personnels avec ses graphismes révolutionnaires et des capacités sonores. Byte l'a appelé « le premier ordinateur multimédia [...] tellement en avance sur son temps que presque personne ne pouvait pleinement comprendre son potentiel. »

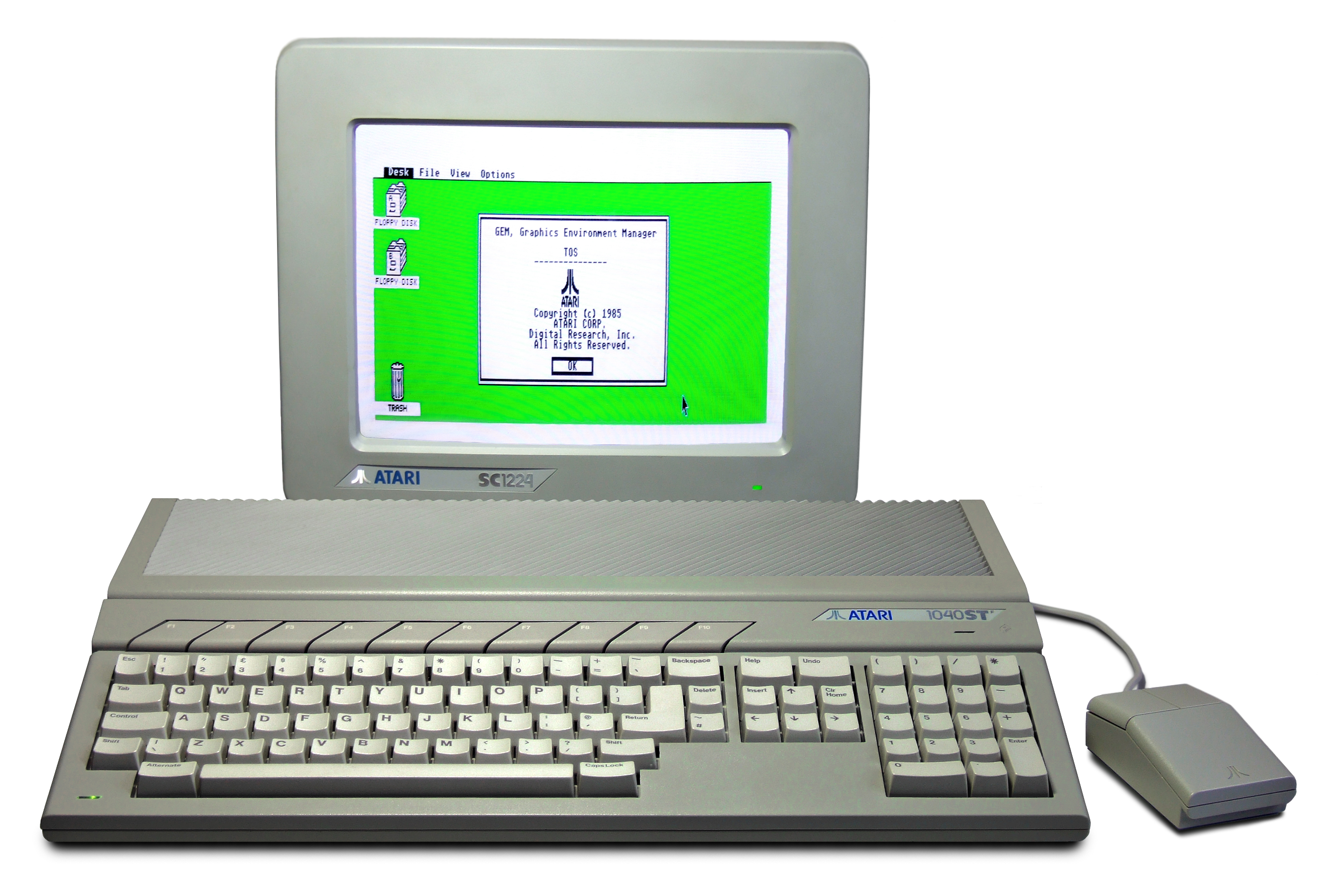
L'Atari ST de 1985.

En 1985, l'Atari ST, basé lui-aussi sur le microprocesseur Motorola 68000, est introduit avec le premier GUI en couleur du TOS Atari. Il peut être modifié pour émuler le Macintosh avec l'ajout d'un Spectre GCR (en).
En 1987, Acorn Computers lance la gamme Archimedes d'ordinateurs personnels hautes-performances en Europe et en Australasie. Conçu sur la base de leur propre processeur 32-bit RISC ARM, ils sont livrés avec un système d'exploitation à interface graphique appelé Arthur. En 1989, Arthur est remplacé par un système d'exploitation multitâche appelé RISC OS. Les souris utilisées sur ces ordinateurs ont trois boutons.

## Les clones PC dominent
La transition d'un marché du compatible PC, mené par IBM, à un marché plus ouvert devient claire en 1986 et 1987 ; en 1986, le processeur 32-bits Intel 80386 est lancé, et le premier 386 sur compatible PC l'est sur le Compaq Deskpro 386. La réponse d'IBM vient près d'un an plus tard avec la sortie de la série IBM Personal System/2, qui présente une architecture fermée et s'éloigne du « standard PC » qui émerge alors. Ces modèles ne rencontrent pas le succès alors que les clones PC dépassent les ventes de toutes les autres machines. Vers la fin des années 1980, les clones du PC XT d'IBM commencent à envahir le marché des ordinateurs personnels et à supplanter les fabricants bien installés comme Commodore International et Atari. Ces systèmes sont généralement vendus sous la barre des 1 000 dollars (souvent 999 dollars) et par catalogue plutôt qu'en magasins. Les prix bas sont rendus possibles par l'utilisation de composants à la technologie plus ancienne 8/16 bits, tels que le 8088, au lieu des 32-bits du dernier cri d'Intel. Ces processeurs sont produits par d'autres entreprises, comme Cyrix ou AMD. Dell débutera d'ailleurs comme un de ces fabricants, sous sa première dénomination « PC Limited ».

## Années 1990 et 2000

### NeXT
En 1990, le poste de travail NeXTstation est mis en vente, pour l'informatique « interpersonnel » que Steve Jobs a décrit. La NeXTstation était censée être un nouvel ordinateur pour les années 1990 et était une version moins chère de l'ancien NeXT Computer. En dépit de son utilisation novatrice de la programmation orientée objet concepts, la NeXTstation sera un échec commercial, et NeXT arrête les opérations matérielles en 1993.

### CD-ROM
Au début des années 1990, le CD-ROM est devenu un standard de l'industrie, et au milieu des années 1990, a été construit dans presque tous les ordinateurs de bureau, et vers la fin des années 1990, dans les ordinateurs portables ainsi. Bien que présenté en 1982, le CD-ROM a été principalement utilisé pour l'audio au cours des années 1980, puis pour les données informatiques telles que les systèmes d'exploitation et les applications dans les années 1990. Une autre utilisation de CD - ROM dans les années 1990 était multimédia, autant d'ordinateurs de bureau ont commencé à venir avec haut-parleurs stéréo capables de jouer de la musique de qualité CD et des sons avec le Sound Blaster carte son sur PC.
Le CD-ROM et lecteurs de CD-RW sont devenus des normes pour la plupart des ordinateurs personnels.

### ThinkPad
IBM a présenté sa gamme ThinkPad au COMDEX 1992 en utilisant les indicateurs de la série 300, 500 et 700 (prétendument analogues à la gamme des voitures BMW) : la série 300 étant le modèle économique, la série 500 le milieu de gamme et la série 700 le haut de gamme. Cette désignation a continué jusqu'à la fin des années 1990, quand IBM a introduit la série « T » comme 600/700 remplacement de la série, et les désignations de modèles 3, 5 et 7 de la série ont été éliminés A (3 et 7) et X (5) série. La série A a ensuite été partiellement remplacé par la série R.

### Dell
Au milieu des années 1990, Sinclair et Amstrad, Commodore et Atari ne sont plus sur le marché, écartés par la forte concurrence des clones IBM PC et à cause de systèmes fermés. Le marché d'initiation étant laissé vacant, Dell augmente ses profits et son succès en introduisant un système à bas prix ciblant les consommateurs et le marchés des entreprises en utilisant un modèle de vente directe. Dell a dépassé Compaq, devenant le plus grand fabricant mondial d'ordinateurs, et a gardé cette position jusqu'en octobre 2006.

### Power Macintosh et PowerPC
En 1994, Apple présente la ligne Power Macintosh, des ordinateurs de bureau professionnels haut-de-gamme orientés vers la publication assistée par ordinateur (PAO) et les graphistes. Ces ordinateurs utilisent les nouveaux processeurs Motorola PowerPC dans le cadre de l'alliance AIM (Apple, IBM, Motorola), en remplacement du Motorola 68k utilisé pour la ligne Macintosh. Au cours des années 1990, le Macintosh devra se contenter d'une faible part de marché mais restera le premier choix des professionnels de la création, en particulier dans la photographie, le graphisme, l'architecture, la presse et l'édition.

### Risc PC
Toujours en 1994, Acorn Computers lance son Risc PC, série d'ordinateurs de bureau haut-de-gamme. Le Risc PC (nom de code « Medusa ») est basé sur la nouvelle génération ARM de l'ordinateur RISC OS d'Acorn, qui a remplacé le Acorn Archimedes.

### BeBox
En 1995, Be Inc. sort son ordinateur BeBox, lequel utilise les processeurs dual PowerPC 603 fonctionnant à 66 MHz et plus tard 133 MHz, avec le système d'exploitation BeOS. Le BeBox sera un échec, avec moins de 2 000 unités produites entre octobre 1995 et janvier 1997.

### Apple retrouve la profitabilité

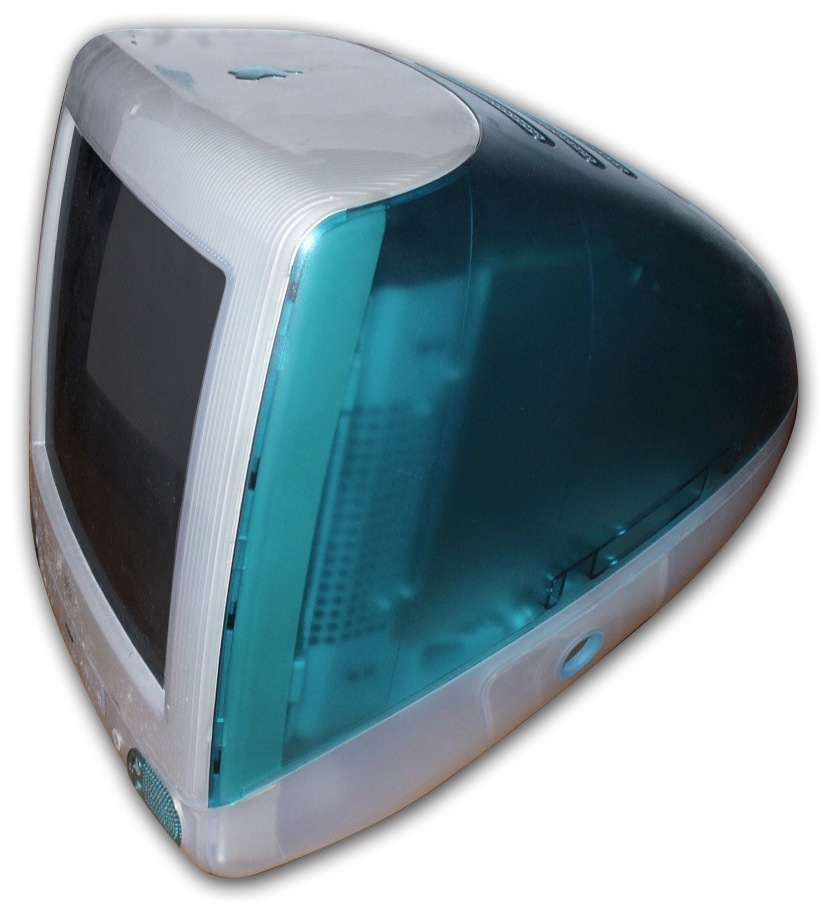
L'iMac G3 « bleu bondi » de 1998.

Dans les années 1990, la baisse des prix des clones IBM a fait que ces derniers sont devenus la norme dans les entreprises et l'utilisation personnelle. Cette croissance sera renforcée par l'introduction de Windows 3.0 en 1990, suivi de Windows 3.1 en 1992 et de Windows 95 en 1995. Le Macintosh connait de ce fait une période de déclin aggravée par l'incapacité d'Apple à faire évoluer son système d'exploitation.
En 1995, Apple tentera de créer son propre marché de clones, avec des partenaires comme Motorola, Umax, ou Power Computing (en) (qui sera racheté par Apple en 1997 après le retour de Jobs) qui payaient alors une licence de 50 dollars par ordinateur vendu (les derniers seront vendus par UMAX en 1998).
En 1996, la marque est quasiment en faillite et, en décembre, Apple annonce le rachat de NeXT, l'entreprise fondée par Steve Jobs en 1985 après son départ d'Apple. Se produit alors ce qui a été décrit comme une « prise de contrôle inversée » : Steve Jobs ré-intègre Apple en 1997. L'acquisition de NeXT et le retour de Jobs conduisent l'entreprise à retrouver un élan, d'abord avec la sortie en juillet de Mac OS 8, une nouvelle version majeure du système d'exploitation pour les ordinateurs Macintosh, puis avec le Power Macintosh G3 (1997) et l'iMac (1998) pour les marchés professionnels et domestiques. L'iMac G3 se démarque avec son design ergonomique bleu translucide et sa souris ronde, ainsi que par l'absence de lecteur de disquette (il offre un lecteur-graveur de CD) et le choix des connectiques Ethernet et USB, alors peu répandues. L'iMac sera vendu à plusieurs millions d'unités. En 2001, Mac OS X, le Mac OS basé sur la technologie NeXT, est finalement introduit par Apple, consolidant son retour.

### CD inscriptibles, MP3, partage de fichiers P2P
Le ROM dans le CD-ROM signifie « Read Only Memory ». À la fin des années 1990, les CD-R et CD-RW sont apparus et les graveurs ont été inclus à la place des lecteurs de CD - ROM standard. Cela a donné à l'utilisateur de l'ordinateur personnel la possibilité de copier et « graver » des CD audio qui ont été lus dans un lecteur de CD. Comme le matériel informatique est devenu plus puissant et le MP3 le format est devenu omniprésent, « ripper » un CD en MP3 sur le disque dur d'un ordinateur est devenu populaire. Peer to peer, le partage de fichiers en réseaux tels que Napster, Kazaa et Gnutella furent utilisés presque exclusivement pour le partage de fichiers de musique et devint une activité d'ordinateur principal pour de nombreuses personnes.

### USB
Depuis la fin des années 1990, de nombreux ordinateurs personnels ont commencé à être équipés de ports USB (Universal Serial Bus) pour faciliter le Plug and Play et la connexion de périphériques tels que les appareils photo numériques, les caméscopes, assistants numériques personnels, les imprimantes, les scanners, les clés USB, les disques dur externes et autres appareils.
Au début du XXIe siècle, tous les ordinateurs personnels offrent au moins deux ports USB.

### Lecteur et graveur de DVD
À la fin des années 1990, les lecteurs de DVD commencent à apparaître sur le haut-de-gamme, puis sur les ordinateurs de bureau et les ordinateurs portables, et finalement sur tous les ordinateurs dans la première décennie du 21e siècle avant de commencer à disparaitre sur les machines notamment d'Apple alors que le DVD est en déclin. Le stockage de données est disponible sur le Cloud, les films sont accessibles sous forme de fichiers et en streaming et les logiciels sont distribués en téléchargement.

### Hewlett-Packard
En 2002, Hewlett-Packard (HP) achète Compaq, qui avait lui-même acheté Tandem Computers en 1997 (lui-même créé par d'ex-employés d'HP), et Digital Equipment Corporation en 1998. À la suite de cette stratégie, HP devient un acteur majeur dans les ordinateurs de bureau, ordinateurs portables et serveurs pour de nombreux marchés différents. Le rachat fait d'HP le plus grand fabricant mondial d'ordinateurs personnels, jusqu'à ce que Dell le dépasse.

### 64 bits
En 2003, AMD a livré son microprocesseur à base 64 bits pour les constructeurs d'ordinateurs de bureau, Opteron et Athlon 64. La même année IBM publie le 64 bits à base de Power-PC 970 pour les systèmes d'Apple Power Mac G5.
En 2004 Intel a réagi au succès d'AMD avec les processeurs à base 64 bits Xeon et Pentium 4.
Les processeurs 64 bits ont été utilisés en premier dans les systèmes haut de gamme, les serveurs et les postes de travail, puis ont, depuis 2005 environ, remplacés progressivement les processeurs 32 bits des ordinateurs de bureau et des ordinateurs portables

### Lenovo
En 2004, IBM annonce la vente de son activité PC au fabricant chinois d'ordinateurs Lenovo Group, qui est partiellement détenue par le gouvernement chinois, pour 650 millions de dollars, en cash, et 600 millions de dollars en actions Lenovo. L'accord est approuvé par le Comité des investissements étrangers aux États-Unis en mars 2005, et achevé en mai 2005. IBM aura une participation de 19 % dans Lenovo, qui déplacera son siège social dans l'État de New York et nommera un dirigeant IBM comme son Directeur Général. La société conservera le droit d'utiliser certains noms de marque IBM pour une période initiale de cinq ans. À la suite de l'achat, Lenovo a hérité d'une ligne de produit qui provenait de ThinkPad, ligne d'ordinateurs portables qui avait été l'un des produits les plus réussis d'IBM.

### Wi-Fi, écran LCD, processeur multi-cœur, mémoire flash
Au début du XXIe siècle, le Wi-Fi devient de plus en plus populaire, de nombreux utilisateurs installent leurs propres réseaux sans fil, qui sont souvent disponibles par défaut dans les box. L'immense majorité des ordinateurs, tout comme les tablettes et les smartphones, sont devenus compatibles avec la technologie Wi-Fi. Le moniteur LCD est devenu le standard pour les écrans. Les années 2000 ont également vu la progression des microprocesseurs multi-cœur et de la mémoire flash. Autrefois limitées aux utilisateurs haut de gamme en raison de leurs prix, ces technologies sont devenues courantes et accessibles au grand-public.
En 2008, le MacBook Air et l'Asus Eee PC, deux ordinateurs portables dépourvus de lecteur de disque optique et de disque dur reposant entièrement sur la mémoire flash pour leur stockage, sont commercialisés.

## Réseaux locaux
L'invention à la fin des années 1970 des réseaux locaux (LAN, pour « local area network »), notamment Ethernet, permet aux PC de communiquer les uns avec les autres (peer-to-peer) et avec des imprimantes en partage.

## Marché
(mars 2016).
En 2001, 125 millions d'ordinateurs personnels ont été vendus en comparaison des 48 000 en 1977. Plus de 500 millions d'ordinateurs étaient utilisés en 2002 et plus d'un milliard d'ordinateurs personnels ont été vendus dans le monde depuis le milieu des années 1970. Sur ce dernier chiffre, 75 % étaient des professionnels ou assimilés, tandis que le reste était vendu pour un usage personnel ou à la maison. 81,5 % des PC livrés étaient des ordinateurs de bureau, 16,4 % des ordinateurs portables, et 2,1 % des serveurs. Les États-Unis avaient reçu 38,8 % (394 millions) des ordinateurs embarqués, l'Europe 25 % et 11,7 % étaient allés à la région Asie-Pacifique, le marché à plus forte croissance à partir de 2002. Près de la moitié de tous les ménages en Europe de l'Ouest avaient un ordinateur personnel et un ordinateur pourrait être trouvé dans 40 % des foyers au Royaume-Uni, contre seulement 13 % en 1985. Le troisième trimestre 2008 a vu les ventes d'ordinateurs portables dépasser les ventes de PC de bureau aux États-Unis.
En juin 2008, le nombre d'ordinateurs personnels en cours d'utilisation dans le monde a atteint un milliard. Les marchés matures comme les États-Unis, l'Europe occidentale et le Japon ont représenté 58 % des PC installés dans le monde. Environ 180 millions de PC (16 % de la base installée existante) devaient être remplacés et 35 millions devraient finir dans les décharges en 2008. La base installée a progressé de 12 % par an.